# ليدو فييري
ليدو فييري (Lido Vieri) ، (بيومبينو بمقاطعة ليفورنو، 16 يوليو 1939) حارس مرمى كرة قدم إيطالي سابق. يعتبر واحد من أفضل حراس المرمى في جيله. لعب لمنتخب إيطاليا لكرة القدم وفاز معه ببطولة كأس أوروبا 1968 وكان الوصيف في كأس العالم 1970 
على مستوى الأندية، بدأ فييري مسيرته الاحترافية مع نادي تورينو وسرعان ما تطور في المستوى فكسب سمعة باعتباره واحد من الحراس الشباب الواعدين في إيطاليا، فإنضم إلى انترميلان وفاز ببطولة الدوري الإيطالي موسم 1970–1971 

## روابط خارجية
- ليدو فييري على موقع قاعدة بيانات كرة القدم.إي يو (الإنجليزية)
- ليدو فييري على موقع ناشيونال فوتبول تيمز (الإنجليزية)
- ليدو فييري على موقع Soccerway.com (الإنجليزية)
- ليدو فييري على موقع عالم كرة القدم.نت (الإنجليزية)